# (10386) Romulus
(10386) Romulus (1996 TS15) – planetoida z pasa głównego asteroid okrążająca Słońce w ciągu 5,86 lat w średniej odległości 3,25 j.a. Odkryta 12 października 1996 roku.